# Марсело Вијеира
Марсело Вијеира да Силва Жуниор (порт. Marcelo Vieira da Silva Júnior; Рио де Жанеиро, 12. мај 1988), познатији као Марсело, je бивши бразилски фудбалер играо је на позицији левог бека.

## Каријера
Марсело је почео да игра футсал у деветој години и до тринаесте године био је у званичним књигама Флуминенсеа у Рио де Жанеиру. Дошао је из веома сиромашне породице и чак је размишљао да напусти фудбал, али га је његов деда убедио да настави са спортом.
На зиму 2007. прелази у Реал Мадрид за 6 500 000 евра, са којим осваја четири Лиге шампиона и Примера лиге, три Суперкупа Европе, Светска клупска првенства и Суперкупа Шпаније и два пута Куп Краља.

## Репрезентација
Био је члан Бразилске репрезентације на Светском првенству 2014. у Бразилу и 2018. у Русији, као и на Олимпијским играма 2008. у Кини и 2012. у Уједињеном Краљевству.

## Трофеји
Флуминенсе
- Првенство Кариока (2) : 2005, 2023.
- Куп државе Рио (1) : 2005.
- Куп Гуанбара (1) : 2023.
- Куп Либертадорес (1) : 2023.
- Рекопа Судамерикана (1) : 2024.

Реал Мадрид
- Првенство Шпаније (6) : 2006/07, 2007/08, 2011/12, 2016/17, 2019/20, 2021/22.
- Куп Шпаније (2) : 2010/11, 2013/14.
- Суперкуп Шпаније (5) : 2008, 2012, 2017, 2019/20, 2021/22.
- Лига шампиона (5) : 2013/14, 2015/16, 2016/17, 2017/18, 2021/22.
- Суперкуп Европе (3) : 2014, 2016, 2017.
- Светско клупско првенство (4) : 2014, 2016, 2017, 2018.

Бразил
- Олимпијске игре:   2012.
- Олимпијске игре:  2008.
- Куп конфедерација:  2013.